# نيل رينولدز
نيل رينولدز هو رئيس تحرير صحيفة كندي، ولد في 1940، وتوفي في 19 مايو 2013.